# Humanoid (álbum)
Humanoid es el tercer disco de estudio en alemán y el segundo en inglés grabado por la banda alemana Tokio Hotel. Fue inspiración por parte del grupo en general. El álbum fue grabado en ambos idiomas para un lanzamiento mundial simultáneo con el mismo nombre, Humanoid. La versión en alemán (German Version) salió a la venta el 2 de octubre de 2009 en Alemania y otros países Europeos mientras que la versión grabada en inglés (English Version) salió a la venta en Estados Unidos el 6 de octubre de 2009.
Automatic - Automatisch son los dos primeros videos oficiales del álbum, se estrenaron el 3 de septiembre de 2009. Los videos se pueden ver en el canal de VEVO de la banda.
El primer sencillo, "Automatisch" ("Automatic" en inglés), salió a la venta a mediados de septiembre.

## Origen y desarrollo del álbum
Luego de los tours en el norte de América, la banda regresa a sus estudios en Hamburgo para grabar el álbum que, según su productor David Jost, salió a la venta el 2 de octubre de 2009. Se especulaba que saldría antes, entre marzo/abril de 2009 o mayo/junio de 2009. El álbum fue grabado en ambos idiomas para un lanzamiento mundial simultáneo.
La banda trabajó con diferentes productores, incluyendo The Matrix, nuevamente Guy Chambers y Desmond Child. En total, 25 canciones fueron grabadas de las cuales 13 de ellas son las finales. Pero cuando la lista de canciones se publicó en ambas versiones, se encontró que habría 12 canciones en la versión estándar y 16 canciones en las versiones deluxe.
El título del álbum, humanoide, es una palabra derivada de la ciencia ficción que significa 'parecido a un humano'. El productor David Jost explicó porque le pusieron ese nombre en una entrevista con MTV: 

Esta palabra es pronunciada diferente en inglés y en alemán pero se escribe igual en ambos idiomas. Bill quería que tuviera el mismo nombre en todas las versiones: Humanoid

El 17 de junio de 2009, 2 versiones cortas de las nuevas canciones en inglés, "Darkside of the Sun" y "Pain of Love", se filtraron en Internet. Fue confirmado que son de Tokio Hotel y que estarán en el álbum. En ese mismo día, luego de la confirmación, cada vídeo que se publicara en YouTube conteniendo esas dos demos serían eliminadas por derechos de copyright.
Más tarde, en agosto, tres canciones completas se filtraron, "Human Connect to Human", "Pain of Love" y "Darkside of the Sun". Las canciones también fueron eliminadas de cualquier sitio multimedia que tuviera las canciones, pero ahora las canciones pueden ser escuchadas en YouTube o en blogs de fanes.
El 10 de agosto del 2009, MTV anunció que el primer sencillo del álbum sería "Automatisch" en alemán y "Automatic" en inglés. El 20 de agosto, MTV Buzzworthy mostró una previsualización del vídeo de "Automatic" y Cherrytree Records dijo que la versión inglesa de la canción sería lanzada en EE. UU. el 22 de septiembre. Sin embargo, el vídeo del sencillo fue estrenado el 3 de septiembre.
A mediados de noviembre en una entrevista en el programa “Los 10+ Pedidos de MTV Latinoamérica” confirmaron que el siguiente sencillo de Humanoid sería "World Behind My Wall" / "Lass Uns Laufen" y que el vídeo sería lanzado a mediados de diciembre.

## Recepción
La respuesta inicial sobre la crítica del álbum se mezcló. Metacritic que asigna una calificación normalizada de 100 comentarios de la prensa convencional, humanoid recibió una puntuación media de 57, basado en cuatro estudios.

## Lista de canciones

### Humanoid: German version[16]
| 1. "Komm" - 3:53 (D. Roth, P. Benzner, D. Jost, B. Kaulitz, T. Kaulitz) 2. "Sonnensystem" - 3:52 (D. Roth, P. Benzner, D. Jost, B. Kaulitz, T. Kaulitz) 3. "Automatisch" - 3:16 (D. Roth, P. Benzner, D. Jost, B. Kaulitz, T. Kaulitz) 4. "Lass Uns Laufen" - 4:15 (D. Roth, P. Benzner, D. Jost, B. Kaulitz, T. Kaulitz, Guy Chambers) 5. "Humanoid" - 3:45 (D. Roth, P. Benzner, D. Jost, B. Kaulitz, T. Kaulitz) 6. "Für Immer Jetzt" - 3:37 (D. Roth, P. Benzner, D. Jost, B. Kaulitz, T. Kaulitz) 7. "Kampf der Liebe" - 3:51 (Guy Chambers, D. Roth, P. Benzner, D. Jost, B. Kaulitz, T. Kaulitz) 8. "Hunde" - 3:41 (D. Roth, P. Benzner, D. Jost, Kristian D. Nord, B. Kaulitz, T. Kaulitz, Martin Kierszenbaum) 9. "Menschen Suchen Menschen" - 3:46 (D. Roth, P. Benzner, D. Jost, The Matrix, B. Kaulitz, T. Kaulitz) 10. "Alien" - 2:55 (D. Roth, P. Benzner, D. Jost, B. Kaulitz, T. Kaulitz) 11. "Geisterfahrer" - 4:29 (D. Roth, P. Benzner, D. Jost, B. Kaulitz, T. Kaulitz, Kristian D. Nord) 12. "Zoom" - 3:52 (D. Roth, P. Benzner, D. Jost, Desmond Child, B. Kaulitz, T. Kaulitz) Bonus tracks Las siguientes canciones están incluidas en la versión German Deluxe y Super Deluxe de Humanoid 1. "Träumer" - 3:02 (The Matrix, D. Roth, P. Benzner, D. Jost, B. Kaulitz, T. Kaulitz) 2. "Hey Du" - 3:02 (D. Roth, P. Benzner, D. Jost, B. Kaulitz, T. Kaulitz, The Matrix) 3. "That Day" - 3:27 (The Matrix, D. Roth, P. Benzner, D. Jost, B. Kaulitz, T. Kaulitz) 4. "Screamin'" - 3:56 (The Matrix, D. Roth, P. Benzner, D. Jost, Jonathan Davis, B. Kaulitz, T. Kaulitz) | Contenido bonus o extra de iTunes 1. "Attention" (bonus pre-order track) 2. "Down on You" (Deluxe bonus track) 3. "In your shadow" (I can shine) (Deluxe Bonus track) - Track-by-Track interview with Bill and Tom Kaulitz (Deluxe bonus content) DVD Bonus Las versiones German Deluxe y Super Deluxe editions de Humanoid incluye un DVD Bonus con el siguiente contenido: - 3D Galerie: 24h am Set - Galerie: Hinter den Kulissen - Karaoke Area ("Automatisch", "Für immer jetzt", "Komm") Edición Super Deluxe La versión Super Deluxe también incluye una bandera de la banda. |

### Humanoid: English version[17]
| Icono |
|       |
|       |
|       |

||Título || duración||
Humanoid English (FULL VERSION)
1. "Noise" - 3:53
2. "Dark Side of the Sun" - 3:52
3. "Automatic" - 3:16
4. "World Behind My Wall" - 4:15
5. "Humanoid" - 3:45 (D

## Posiciones
| Chart (2009)                    | Peak position | Certification |
| ------------------------------- | ------------- | ------------- |
| Argentina Albums Chart          | 19            |               |
| Austria Albums Chart            | 8             |               |
| Belgium Albums Chart (Flanders) | 6             | Gold          |
| Belgium Albums Chart (Wallony)  | 8             | Gold          |
| Canada Albums Chart             | 20            |               |
| Czech Republic Albums Chart     | 8             |               |
| Denmark Albums Chart            | 26            |               |
| European Top 100                | 2             |               |
| Finland Albums Chart            | 9             |               |
| France Albums Chart             | 3             | Gold          |
| Germany Album Charts            | 1             |               |
| Greece Albums Chart             |               | Gold          |
| Hungary Albums Chart            | 33            |               |
| Italy Albums Chart              | 2             | Platinum      |
| Malaysia Albums Chart           |               | Gold          |
| Mexico Albums Chart             | 7             |               |
| Netherlands Albums Chart        | 6             |               |
| New Zealand Albums Chart        | 38            |               |
| Norway Albums Chart             | 16            |               |
| Portugal Albums Chart           | 2             | Gold          |
| Russia Albums Chart             | 9             | Gold          |
| Slovenia Albums Chart           | 9             |               |
| Spain Albums Chart              | 2             | Gold          |
| Sweden Albums Chart             | 8             |               |
| Switzerland Albums Chart        | 10            |               |
| Taiwan Albums Chart             |               | Gold          |
| U.S. Billboard 200              | 35            |               |
| World Albums Top 40             | 13            |               |